# Günter Hepe
Cet article possède un paronyme, voir Heppe.
 (octobre 2024).
La mise en forme du texte ne suit pas les recommandations de Wikipédia : il faut le « wikifier ».
Les points d'amélioration suivants sont les cas les plus fréquents :
- Les titres sont pré-formatés par le logiciel. Ils ne sont ni en capitales, ni en gras.
- Le texte ne doit pas être écrit en capitales (les noms de famille non plus), ni en gras, ni en italique, ni en « petit »…
- Le gras n'est utilisé que pour surligner le titre de l'article dans l'introduction, une seule fois.
- L'italique est rarement utilisé : mots en langue étrangère, titres d'œuvres, noms de bateaux, etc.
- Les citations ne sont pas en italique mais en corps de texte normal. Elles sont entourées par des guillemets français : « et ».
- Les listes à puces sont à éviter, des paragraphes rédigés étant largement préférés. Les tableaux sont à réserver à la présentation de données structurées (résultats, etc.).
- Les appels de note de bas de page (petits chiffres en exposant, introduits par l'outil «  Source ») sont à placer entre la fin de phrase et le point final[comme ça].
- Les liens internes (vers d'autres articles de Wikipédia) sont à choisir avec parcimonie. Créez des liens vers des articles approfondissant le sujet. Les termes génériques sans rapport avec le sujet sont à éviter, ainsi que les répétitions de liens vers un même terme.
- Les liens externes sont à placer uniquement dans une section « Liens externes », à la fin de l'article. Ces liens sont à choisir avec parcimonie suivant les règles définies. Si un lien sert de source à l'article, son insertion dans le texte est à faire par les notes de bas de page.
- La présentation des références doit suivre les conventions bibliographiques. Il est recommandé d'utiliser les modèles {{Ouvrage}}, {{Chapitre}}, {{Article}}, {{Lien web}} et/ou {{Bibliographie}}. Le mode d'édition visuel peut mettre en forme automatiquement les références.
- Insérer une infobox (cadre d'informations à droite) n'est pas obligatoire pour parachever la mise en page.

Pour une aide détaillée, merci de consulter Aide:Wikification.
Si vous pensez que ces points ont été résolus, vous pouvez retirer ce bandeau et améliorer la mise en forme d'un autre article.
Günter Hepe, né en 1937 à Amsterdam, est un historien de l'art et galeriste germano-néerlandais.

## Biographie
Après la Deuxième Guerre mondiale, Hepe a étudié l'histoire de l'art à Amsterdam et a ouvert une galerie qui s'occupait en particulier d'art extra-européen. Il renouait ainsi de manière ciblée avec la tradition du modernisme classique, persécuté et interrompu par le national-socialisme, et voulait lui donner une nouvelle impulsion dans le nord de l'Europe centrale. Au début des années 1970, Hepe s'installa à Berlin et y fonda la première galerie spécialisée en africain et en art océanien. De cette galerie au nom néerlandais Van Alom (« De partout »), des impulsions décisives ont été données au marché de l'art de Berlin-Ouest et d'Allemagne de l'Ouest, mais aussi à la pratique des expositions dans les musées.
Au fil des décennies, la galerie a changé plusieurs fois d'emplacement, passant de Berlin-Schöneberg à Charlottenburg et finalement à proximité immédiate de la Museumsinsel à Berlin-Mitte. En 2006, la galerie de la Anna-Louisa-Karsch Strasse a fermé ses portes, car Hepe était atteint d'une maladie mortelle et les médecins s'attendaient à sa mort prochaine. Après sa guérison au cours des années suivantes, Hepe continue à entretenir des contacts avec des galeristes, des gens de musées, des marchands, des collectionneurs et des chercheurs en Allemagne et à l'étranger. Depuis, il joue un rôle de conseiller dans la constitution et la réception de collections muséales et privées. Un exemple en est l'exposition « La découverte de l'individu » (2016/17) à Lutherstadt Wittenberg, dans laquelle certaines œuvres centrales provenaient à l'origine de la collection de Hepe.

## Coopérations
Le galeriste Rudolf Springer, que Hepe a conseillé pendant de nombreuses années, comptait parmi ses proches partenaires de coopération et ses confidents. Les contacts avec le Musée ethnologique de Berlin étaient fréquents ; le collectionneur d'art et fondateur du musée Heinz Berggruen était lui aussi souvent invité à Berlin-Mitte et cherchait des conseils en matière d'art africain. Parallèlement, la galerie Van Alom est devenue un forum pour des artistes de plusieurs générations, comme Thuur Camps, Udo Nöger, Ottavio Giacomazzi, Simone Kornfeld ou Friedrich Schröder-Sonnenstern, auxquels Hepe était également lié par une amitié personnelle. Hepe a été consultant sur le tournage du film F for Fake de Orson Welles. (1973), a apporté des accessoires de sa galerie et a joué lui-même comme figurant,,.

## Publications (sélection)
- Günter Hepe : Erdmuth der Hüther, ein Bildroman aus Deutschlands großer Zeit in vielen Fortsetzungen ; 1. Erdmuth hüthet das Geheimnis des Buchstaben T. In : Kurt Mühlenhaupt. (éditeur) : Die No1 aus dem Leierkasten, Berlin 1962.
- Alfred Bader : Malade mental ou artiste. Le cas de Friedrich Schröder-Sonnenstern, 1972.
- Bruno Duborgel : La Maison. l'artiste et l'enfant. Publications de l'Université Jean Monnet, 2001.
- Ferdinand Schädler : L'art africain dans les collections privées allemandes. 1973.
- Galerie Springer : Kissi-Mende : figures africaines en pierre. 17 octobre au 20 novembre 1980.
- Galerie Springer : 117 fois l'Afrique. 1989.
- Galerie Van Alom : Rongo rongo. Udo Nöger - Images des mers du Sud 87/88, 1987.
- Camps, Thuur. Dans : P. M. J. Jacobs : Beeldend Nederland. Biografisch handboek. Deel 1, A-K. Jacobs, Tilburg 1993,  (ISBN 90-801063-1-3).
- Galerie Van Alom : Udo Nöger. Nouveaux travaux 89-90. 1990.
- Galerie Van Alom : Axe Nord HENKEL - KEMPFER - WILKE. Avec des textes de Jens Semrau, Ursula Feist et Jürgen Schweinebraden, 1992.
- Galerie Van Alom : Ottavio Giacomazzi. .e vorrei s-perdermi in immagini e ricordi . costruire. 1997.